# Kozarice
Kozarice su naselje u Republici Hrvatskoj u Sisačko-moslavačkoj županiji, u sastavu grada Novske.

## Zemljopis
Kozarice se nalaze sjeverozapadno od Novske, susjedna naselja su Lipovljani na zapadu, Novi Grabovac na sjeveru, Bair na istoku te Nova Subocka na jugu.

## Stanovništvo
Prema popisu stanovništva iz 2011. godine Kozarice su imale 433 stanovnika.
| broj stanovnika | 314   | 402   | 357   | 474   | 541   | 615   | 612   | 647   | 675   | 672   | 569   | 649   | 601   | 518   | 543   | 433   | 320   |
|                 | 1857. | 1869. | 1880. | 1890. | 1900. | 1910. | 1921. | 1931. | 1948. | 1953. | 1961. | 1971. | 1981. | 1991. | 2001. | 2011. | 2021. |